# Teritoriul comandantului militar în Serbia

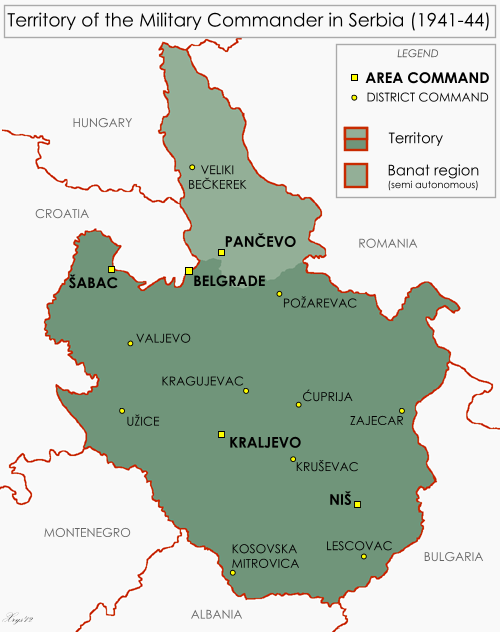
Teritoriul comandantului militar în Serbia 1941-44.

Teritoriul comandantului militar în Serbia (germană: Gebiet des Militärbefehlshabers in Serbien, sârbă: Vojna uprava u Srbiji) a fost un teritoriu pe care forțele invadatoare germane care au ocupat Iugoslavia au instaurat un guvern militar de ocupație. Teritoriul era constituit din Serbia Centrală, parți din Kosovo și din Banat. Reședința se afla la Belgrad.
| Comandant militar                                | Durată                              |
| ------------------------------------------------ | ----------------------------------- |
| Comandant militar în Serbia                      |                                     |
| Helmuth Förster                                  | 20 aprilie – 9 iunie 1941           |
| Ludwig von Schröder                              | 9 iunie – 18 iulie 1941             |
| Heinrich Danckelmann                             | 27 iulie – 19 septembrie 1941       |
| Plenipotențiar comandant general în Serbia       |                                     |
| Franz Böhme                                      | 19 septembrie – 6 decembrie 1941    |
| Paul Bader                                       | 6 decembrie 1941 – 2 februarie 1942 |
| Comandant general și comandant militar în Serbia |                                     |
| Paul Bader                                       | 2 februarie 1942 – 26 august 1943   |
| Commandant, Europa de sud-est                    |                                     |
| Hans Felber                                      | 26 august 1943 – 20 octombrie 1944  |